# Aruna Dindane
Aruna Dindane (Abidjan, 1980. november 26. –) elefántcsontparti válogatott labdarúgó.

## Sikerei, díjai

### Klub
- ASEC Mimosas
  - Elefántcsontparti bajnok: 1999-2000
  - CAF-szuperkupa: 1999
- RSC Anderlecht
  - Belga bajnok: 2000-2001, 2003-2004
  - Belga szuperkupa: 2000, 2001
- RC Lens
  - Francia másodosztály bajnok: 2008-2009
  - Intertotó-kupa: 2007

### Egyéni
- Belga Ebony Shoe: 2003
- Belga Golden Shoe: 2003

## Külső hivatkozások
- Aruna Dindane Transfermarkt
- Aruna Dindane pályafutásának statisztikái a Soccerbase oldalon (angolul)

- Aruna Dindane adatlapja a National-Football-Teams.com oldalon (angolul)

- Aruna Dindane Sitercl